# José Miró Cardona
José Miró Cardona (født 22. august 1902 i Havana, død 10. august 1974 i San Juan, Puerto Rico) var en cubansk politiker. Han blev den sidste premierminister i Cuba, udpeget af præsident Manuel Urrutia 5. januar 1959, inden han uventet trak sig fra posten 13. februar samme år, hvorpå Fidel Castro overtog magten og ændrede betegnelsen.